# Tolpia odor
Tolpia odor là một loài bướm đêm thuộc họ Erebidae. Nó được tìm thấy ở Thái Lan.
Sải cánh dài 14–16 mm. Cánh dưới màu nâu và phía dưới màu nâu đồng nhất.